# Sarajevski Ratni Teatar

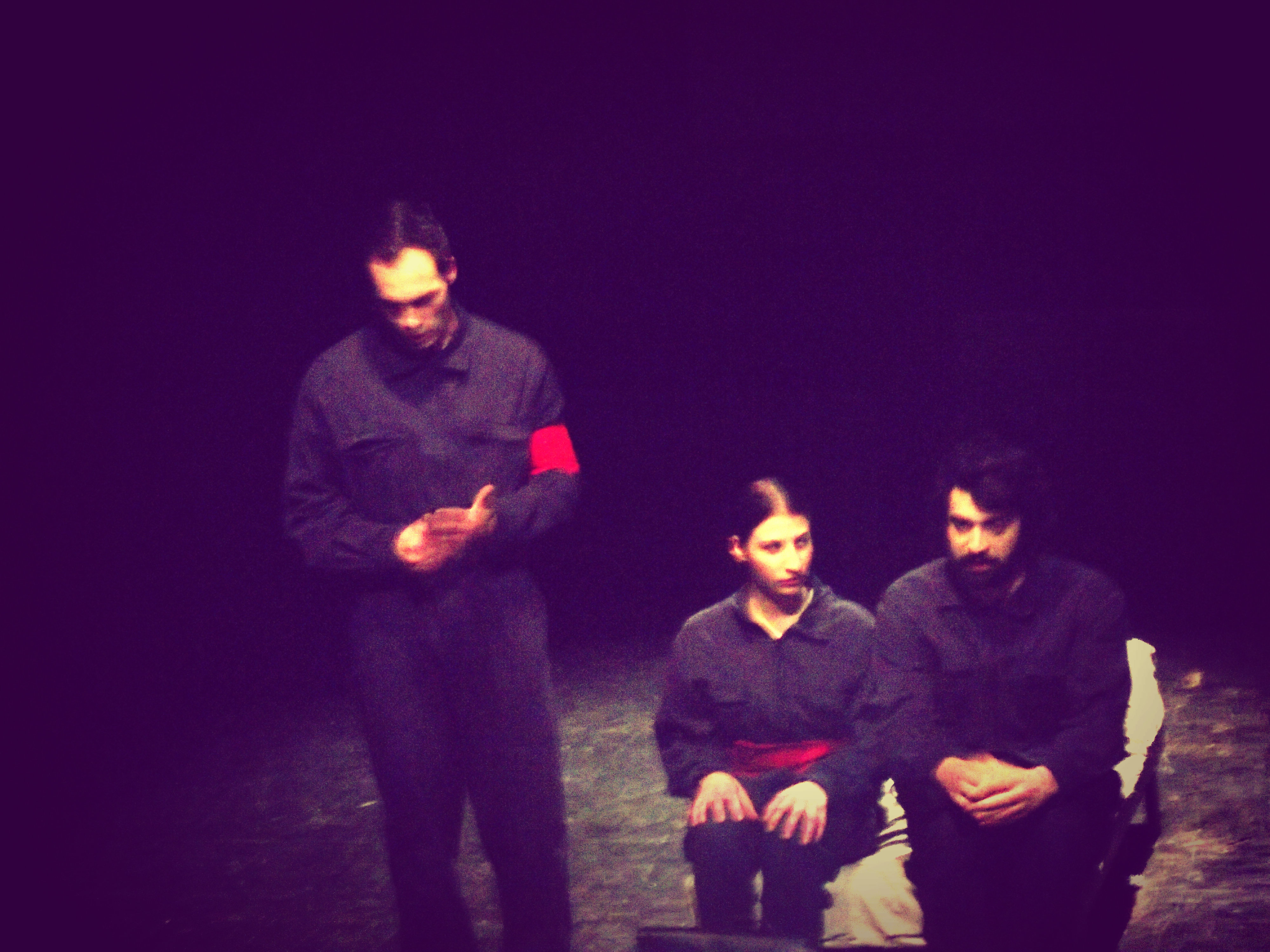
Nineteen Eighty-Four in Sarajevo War Theatre, 2013

Das Sarajevski Ratni Teatar (abgekürzt: SARTR, Sarajevoer Kriegstheater) ist ein Theater in Sarajevo in Bosnien und Herzegowina.

## Geschichte
Es eröffnete am 17. Mai 1992 während der Belagerung von Sarajevo (5. April 1992 bis 29. Februar 1996) aufgrund der Initiative von Gradimir Gojer, Đorđe Mačkić, Dubravka Bibanović und Safet Plakalo.
Schauspieler, Theaterangestellte und viele Theaterfreunde setzten sich für das SARTR ein. In den vier Jahren der Belagerung gab es über 2000 Aufführungen. Im Januar 1993 wurde das Theater seitens der Sarajevo Stadtverwaltung als öffentliche Einrichtung mit spezieller Bedeutsamkeit zur Verteidigung der Stadt anerkannt. Der bosnische Dramatiker Safet Plakalo, der langjährige Direktor des Sarajevski Ratni Teatar sprach vom SARTR als Sarajevos geistige Waffe gegen den Surrealismus des Krieges. Das Theater war auch noch nach dem Krieg sehr beliebt, so kam es zu produzierten Shows wie Dijalog u paklu, (Regie Aleš Kurt) und Ay, Carmela, (Regie Robert Raponja).